# Miðborg

Miðborg (isländska för Centrum, IPA: [ˈmɪːðˌpɔrɣ]), även känt som Miðbær eller Austurbær, är ett distrikt i Reykjavik på Island som täcker större delen av centrala staden. Området består av de sex stadsdelar: Kvos, Grjótaþorp, Skólavörðuholt, Þingholt, Skuggahverfi och Vatnsmýri.

## Allmänt
Miðborg ligger i de centrala delarna av staden och här finns Alþingishúsið, Islands parlamentsbyggnad, Stjórnarráðshúsið samt Islands högsta domstol. Det finns även flera andra landmärken för Island och Reykjavik i distriktet, däribland Tjörnin, stadshuset och Hallgrímskirkja, Islands största kyrka. Här finns också större delen av stadens kulturella nattliv; barer och restauranger finns på de populäraste gatorna Austurstræti och Bankastræti.